# Écoyeux
Écoyeux is een gemeente in het Franse departement Charente-Maritime (regio Nouvelle-Aquitaine). De plaats maakt deel uit van het arrondissement Saintes. Écoyeux telde op 1 januari 2022 1.380 inwoners.

## Geografie
De oppervlakte van Écoyeux bedroeg op 1 januari 2022 20,34 vierkante kilometer; de bevolkingsdichtheid was toen 67,8 inwoners per km².
De onderstaande kaart toont de ligging van Écoyeux met de belangrijkste infrastructuur en aangrenzende gemeenten.

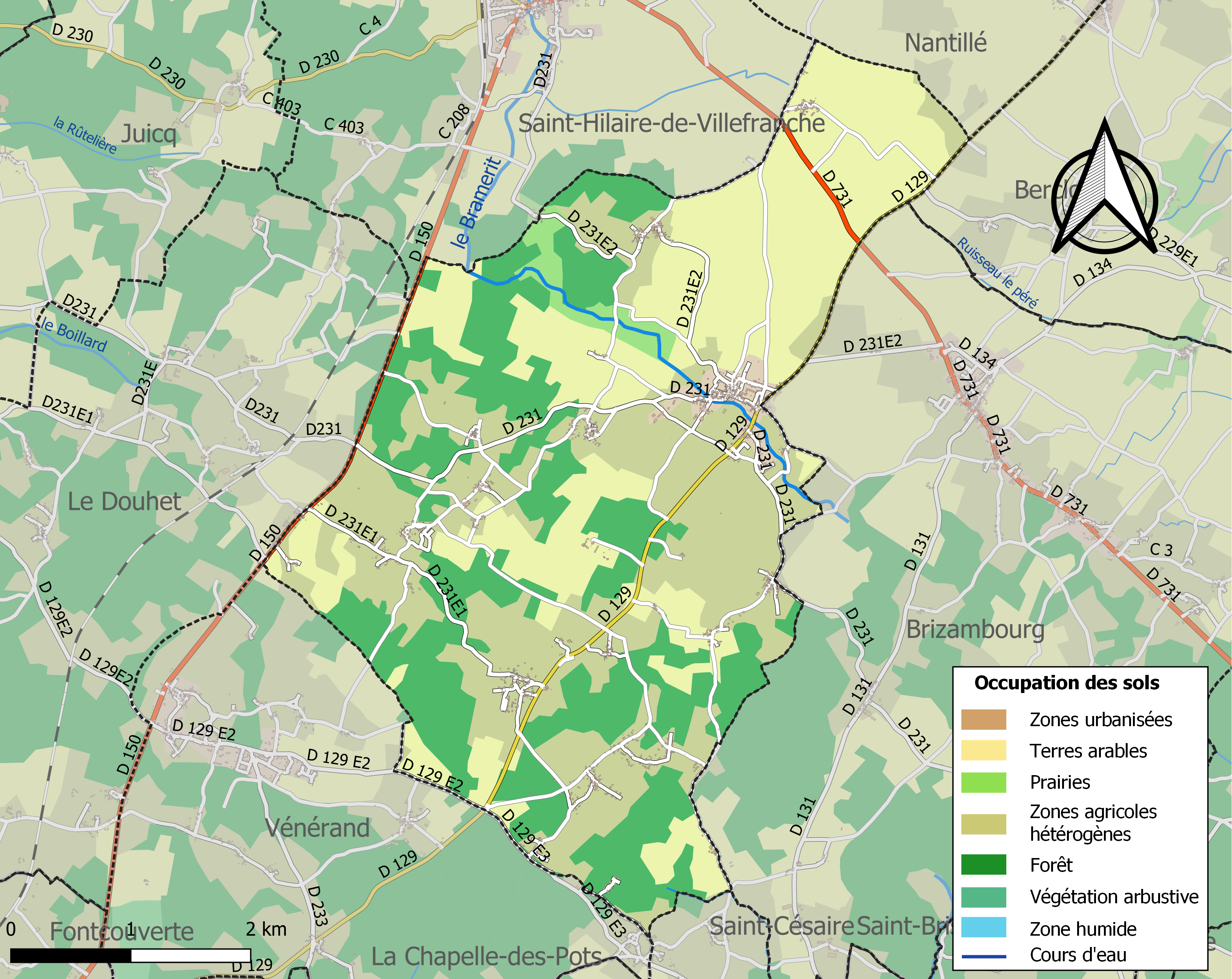

## Demografie
Onderstaande figuur toont het verloop van het inwonertal (bron: INSEE-tellingen).